# L'Aquila (provins)
Provinsen L'Aquila (it. Provincia dell'Aquila) er en provins i regionen Abruzzo i det centrale Italien. L'Aquila er provinsens hovedby.
Der var 297.592 indbyggere ved folketællingen i 2001.

## Geografi
Provinsen L'Aquila grænser til:
- i nord mod provinsen Teramo,
- i øst mod provinsen Pescara og provinsen Chieti,
- i syd mod regionen Molise og
- i vest mod regionen Lazio.

## Kommuner
- Acciano
- Aielli
- Alfedena
- Anversa degli Abruzzi
- Ateleta
- Avezzano
- Balsorano
- Barete
- Barisciano
- Barrea
- Bisegna
- Bugnara
- Cagnano Amiterno
- Calascio
- Campo di Giove
- Campotosto
- Canistro
- Cansano
- Capestrano
- Capistrello
- Capitignano
- Caporciano
- Cappadocia
- Carapelle Calvisio
- Carsoli
- Castel del Monte
- Castel di Ieri
- Castel di Sangro
- Castellafiume
- Castelvecchio Calvisio
- Castelvecchio Subequo
- Celano
- Cerchio
- Civita d'Antino
- Civitella Alfedena
- Civitella Roveto
- Cocullo
- Collarmele
- Collelongo
- Collepietro
- Corfinio
- Fagnano Alto
- Fontecchio
- Fossa
- Gagliano Aterno
- Gioia dei Marsi
- Goriano Sicoli
- Introdacqua
- L'Aquila
- Lecce nei Marsi
- Luco dei Marsi
- Lucoli
- Magliano de' Marsi
- Massa d'Albe
- Molina Aterno
- Montereale
- Morino
- Navelli
- Ocre
- Ofena
- Opi
- Oricola
- Ortona dei Marsi
- Ortucchio
- Ovindoli
- Pacentro
- Pereto
- Pescasseroli
- Pescina
- Pescocostanzo
- Pettorano sul Gizio
- Pizzoli
- Poggio Picenze
- Prata d'Ansidonia
- Pratola Peligna
- Prezza
- Raiano
- Rivisondoli
- Rocca Pia
- Rocca di Botte
- Rocca di Cambio
- Rocca di Mezzo
- Roccacasale
- Roccaraso
- San Benedetto dei Marsi
- San Benedetto in Perillis
- San Demetrio ne' Vestini
- San Pio delle Camere
- San Vincenzo Valle Roveto
- Sant'Eusanio Forconese
- Sante Marie
- Santo Stefano di Sessanio
- Scanno
- Scontrone
- Scoppito
- Scurcola Marsicana
- Secinaro
- Sulmona
- Tagliacozzo
- Tione degli Abruzzi
- Tornimparte
- Trasacco
- Villa Sant'Angelo
- Villa Santa Lucia degli Abruzzi
- Villalago
- Villavallelonga
- Villetta Barrea
- Vittorito

42°25′22″N 13°23′40″Ø / 42.4228°N 13.3945°Ø